# Kathedrale von Fabriano

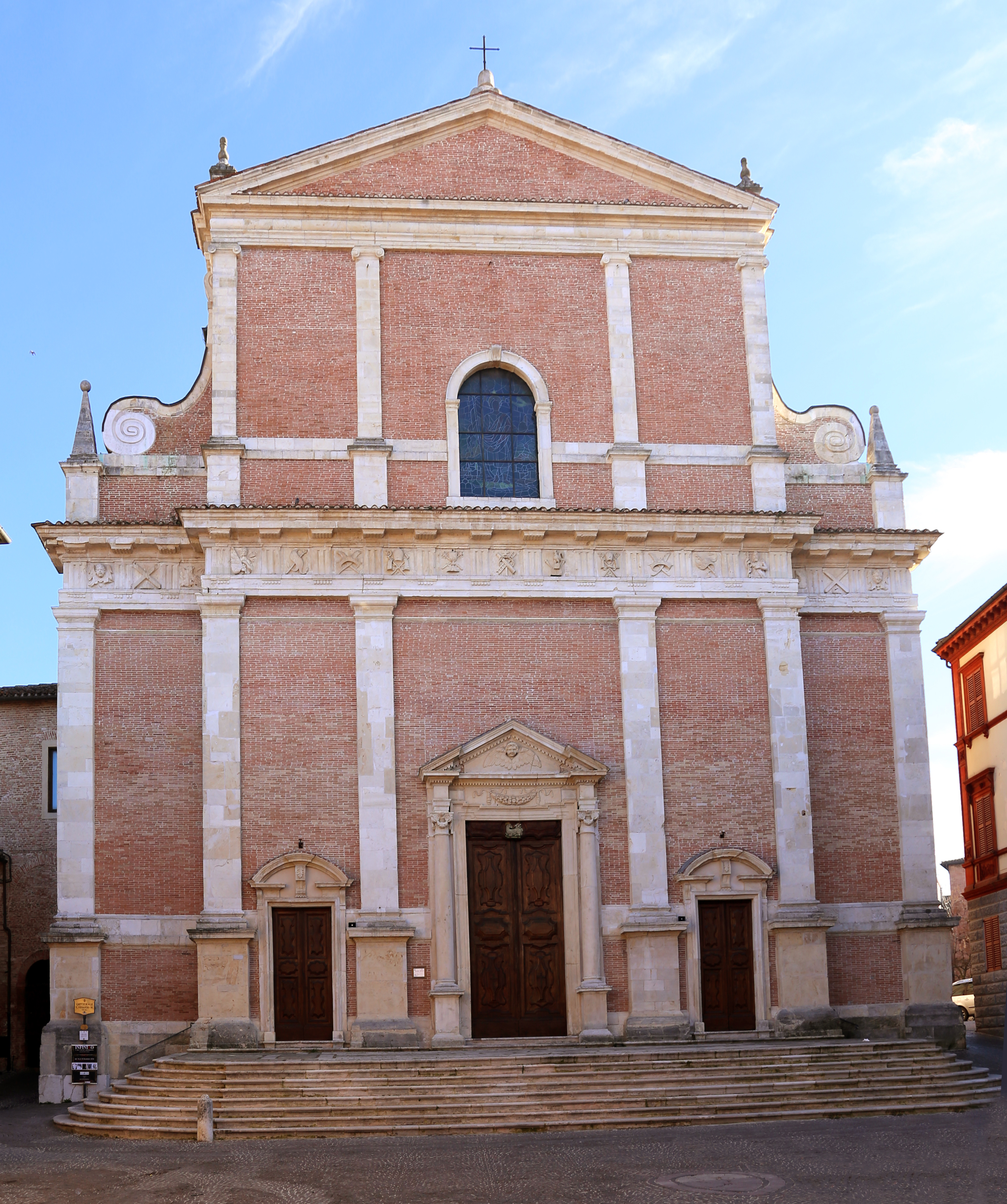
Eingangsfassade der Kathedrale

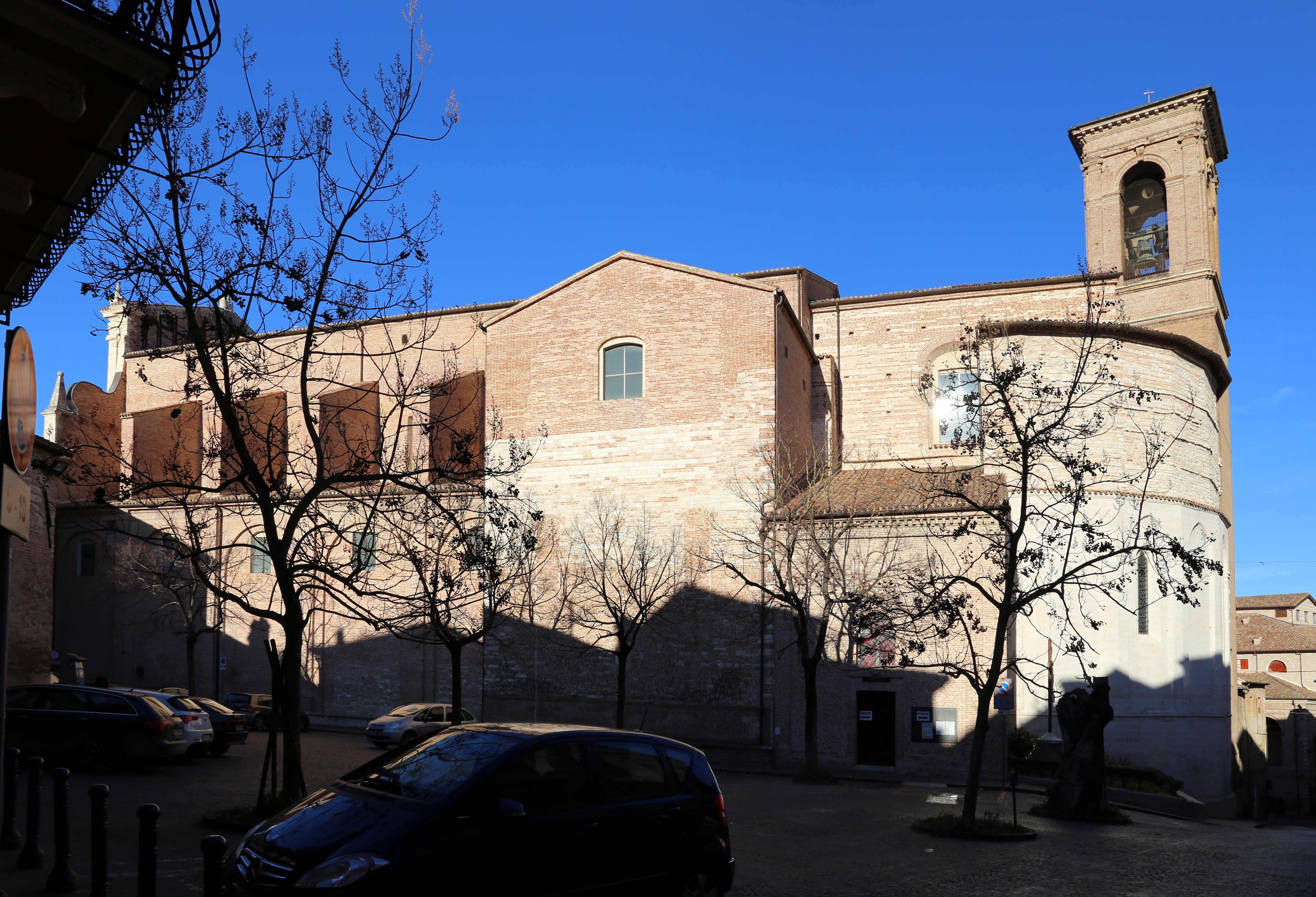
Südwestliche Seitenansicht

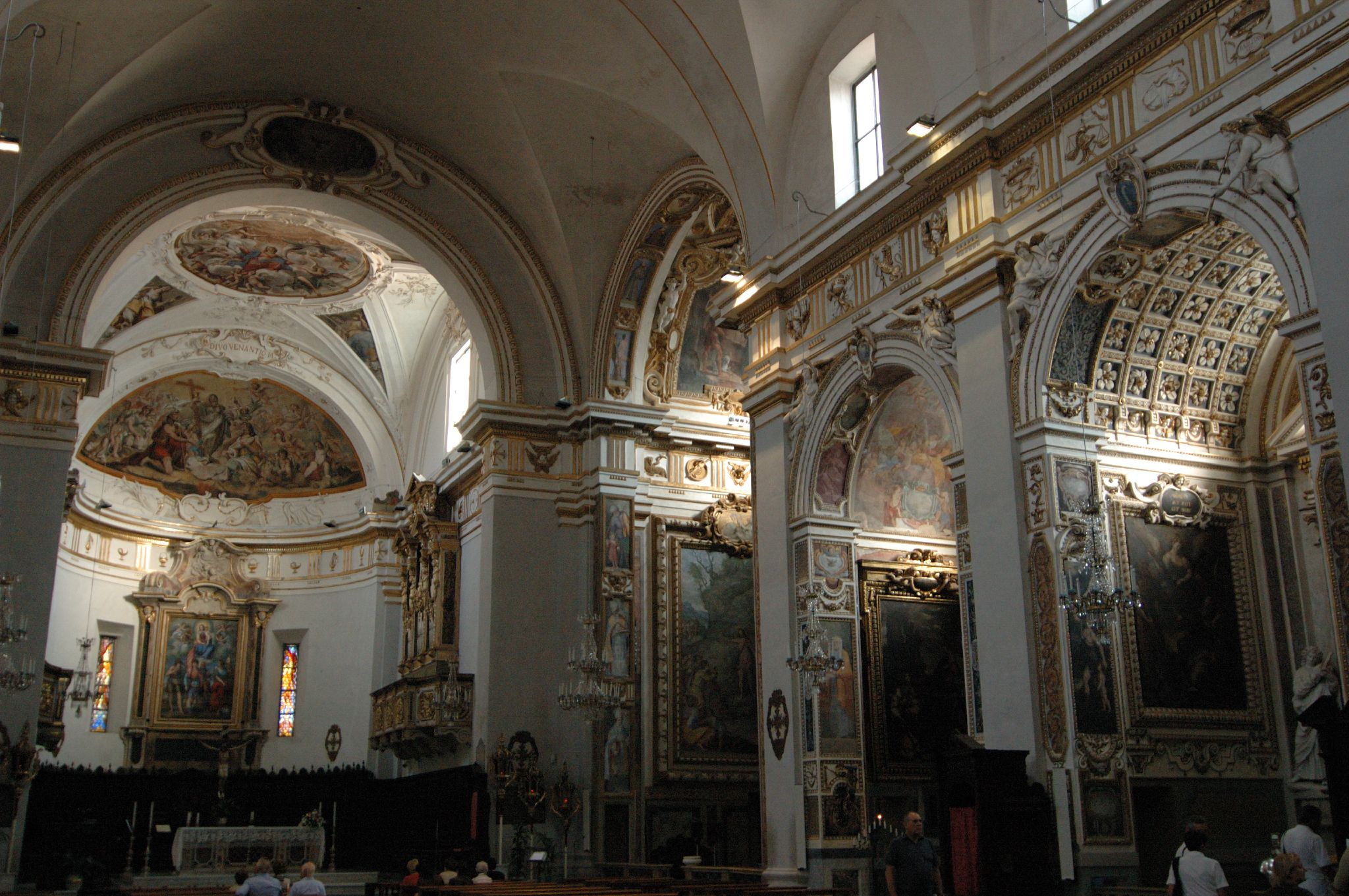
Innenraum

Die Kathedrale von Fabriano oder die Kathedralbasilika St. Venantius (italienisch Cattedrale di Fabriano, Basilica Cattedrale di San Venanzio) ist eine Kirche in Fabriano in der italienischen Region Marken. Die Kathedrale des Bistums Fabriano-Matelica ist dem hl. Venantius von Camerino gewidmet und trägt den Titel einer Basilika minor.

## Geschichte
Nach einer ersten urkundlichen Erwähnung 1047 wurde 1253 von Bischof Guglielmo das Baptisterium nach San Venanzio verlegt. Nach Veränderungen um 1260 wurde in der zweiten Hälfte des 14. Jahrhunderts die Kirche im Bereich der Apsis und der Empore erweitert. Zu Beginn des 17. Jahrhunderts wurde die Kirche vom Architekten Muzio Oddi (1607–1617) aus Urbino teilweise neugebaut. Aus dieser Phase stammt die wertvolle Innenausstattung mit Stuck von Francesco Selva aus dem Tessin. Von dem Gebäude aus dem 14. Jahrhundert sind dagegen die polygonale Apsis, der Kreuzgang und die Kapelle San Lorenzo erhalten. Das neue Gebäude wurde 1663 geweiht. Mit der Schaffung des Bistums 1728 wurde die Kirche in den Rang einer Kathedrale erhoben. Der letzte Eingriff in die Struktur wurde aus Gründen der Stabilität der Glockenturm 1825 abgerissen und durch den heutigen nach Plänen von Ermogaste Bonfili ersetzt. 1963 erhielt die Kathedrale durch Papst Paul VI. den Titel einer Basilica minor verliehen.

## Bauwerk
Der zentrale Teil der Kirchenfassade aus Ziegelsteinen ist wesentlich größer und höher als die beiden seitlichen Teile. Er ist in zwei Etagen geteilt, die von einem geschnitzten Marmorgesims überlagert werden und am oberen Ende mit einem Giebel ohne Verzierungen abschließen. Im oberen Band öffnet sich mittig ein großes Bogenfenster. In der unteren Etage wird das mittlere der drei Portale mit einem dreieckigen Tympanon auf zwei Halbsäulen eingefasst. Die Fassade ist mit dorischen Pilastern im unteren Band und ionischen im oberen Band verziert. Die Apsis der Kathedrale ist außen im gotischen Stil gehalten. An ihrer Seite steht der Glockenturm.
Die einschiffige Kathedrale hat den Grundriss eines lateinischen Kreuzes. Sie ist mit einem Tonnengewölbe mit Stichkappen überdacht, die von rechteckigen Fenstern beleuchtet werden. Über dem Chor erhebt sich eine Hängekuppel. Seitlich schließen sich an das Langhaus jeweils fünf rechteckige Kapellen aus dem 17. Jahrhundert mit Altären an, die Tonnengewölbe sind mit Kassetten bedeckt. In den beiden Armen des Querschiffs befinden sich zwei weitere Kapellen, rechts die für Johannes den Täufer, links eine Allerheiligenkapelle, beide mit Fresken von Giuseppe Bastiani ausgestaltet. Der erhöhte Chor besitzt einen Hochaltar mit Antependium, hinter ihm befindet sich ein altes Kruzifix. Entlang des Umfangs der Apsis befinden sich das hölzerne Chorgestühl und rechts der Bischofsstuhl. Das Chorgestühl bietet Zugang zur Kapelle San Lorenzo mit Fresken von Allegretto Nuzi, vermutlich aus dem Jahr 1365.